# Aeroportul Oum Hadjer
Aeroportul Oum Hadjer (IATA: OUM) este un aeroport din Ciad ce deservește zona Oum Hadjer. A fost numit după zona deservită.
Situat la o altitudine de 365 m, aeroportul dispune de o singură pistă.